# Blayney
Pour les articles homonymes, voir Blayney (homonymie).
Blayney est une ville australienne située dans la zone d'administration locale du même nom, dont elle est le chef-lieu, en Nouvelle-Galles du Sud. 

## Géographie
La ville est située dans le Centre-Ouest de la Nouvelle-Galles du Sud, à 35 km à l'ouest de Bathurst et à 240 km à l'ouest de Sydney. Elle est traversée par la Mid-Western Highway et la voie de chemin de fer de la Main Western Railway.

## Histoire
Avant l'arrivée des Européens, la région était habitée par les aborigènes Wiradjuri ou Gundungura.
En 1836, il existe une localité du nom de King's Plains qui comprend une seule maison, Doyle's inn. En 1843, le village de Blayney est fondé à l'initiative du gouverneur George Gipps.

## Démographie
| 2006  | 2011  | 2016  | 2021  |
| ----- | ----- | ----- | ----- |
| 3 091 | 3 355 | 3 378 | 3 448 |